# Mysz szarobrzucha
Mysz szarobrzucha (Mus triton) – gatunek gryzonia z rodziny myszowatych, występujący w Afryce Środkowej i Wschodniej.

## Klasyfikacja
Gatunek został opisany naukowo w 1909 roku przez O. Thomasa. Przejściowo uznawany za synonim myszy etiopskiej (M. mahomet); gatunki te zamieszkują w Etiopii podobny obszar, ale preferują inne środowiska.

## Biologia
Gryzonie te występują w regionie Wielkich Rowów Afrykańskich, od Etiopii przez Sudan Południowy, Demokratyczną Republikę Konga, Ugandę, Rwandę, Kenię, Tanzanię, Malawi, Mozambik, po Zambię i Angolę. Na wschodzie Afryki zamieszkuje głównie odizolowane wyżyny i masywy górskie (1000–3000 m n.p.m.), typowo zbocza i tereny trawiaste, ale występuje także na ziemiach uprawnych i zabagnionych. W górach Bale w Etiopii zamieszkują lasy, natomiast na płaskowyżu Zomba w Malawi unikają ich. Jeszcze około 60 000 lat temu (ostatnie zlodowacenie) myszy te żyły również dalej na południe, w Południowej Afryce.
Myszy szarobrzuche są aktywne głównie, choć nie wyłącznie nocą. Są to zwierzęta wszystkożerne, lecz głównie owadożerne.

## Populacja
Mysz szarobrzucha jest szeroko rozprzestrzeniona, na wyżynach Malawi jest najczęściej spotykanym gryzoniem. Populacja jest stabilna, nie podlega wahaniom w cyklu rocznym. Występuje w różnorodnych środowiskach, potrafi adaptować się do zmian; ponadto jest obecna w wielu obszarach chronionych. Jest uznawana za gatunek najmniejszej troski.